# Phyllocnistis iodocella
Phyllocnistis iodocella är en fjärilsart som beskrevs av Edward Meyrick 1880. Phyllocnistis iodocella ingår i släktet Phyllocnistis och familjen styltmalar. Inga underarter finns listade i Catalogue of Life.